# Bagdogra
Bagdogra (Hindi बागडोगरा auch Uttar Bagdogra) ist eine Kleinstadt mit ungefähr 30.000 Einwohnern im Norden des indischen Bundesstaates Westbengalen im Distrikt Darjeeling. Die Stadt ist Sitz eines römisch-katholischen Bistums.

## Lage und Klima
Bagdogra liegt im Norden des Gangesdeltas am Fluss Mahananda ca. 15 km (Fahrtstrecke) südwestlich der Großstadt Shiliguri in einer Höhe von ca. 138 m. Das Klima ist meist schwülwarm; der überreiche Regen (ca. 3000 mm/Jahr) fällt überwiegend in der sommerlichen Monsunzeit.

## Bevölkerung
Ca. 89 % der Einwohner sind Hindus, gut 5 % sind Moslems, ca. 3 % sind Christen und knapp 2 % sind Buddhisten; der Rest entfällt auf Sikhs und Jains. Der männliche Bevölkerungsanteil ist ca. 20 % höher als der weibliche.

## Wirtschaft
Hauptanbauprodukt der Region ist Tee. Die Stadt hat einen Eisenbahnanschluss und einen internationalen Flughafen.